# Fancun
Fancun (kinesiska: 范村, 范村乡) är en socken i Kina. Den ligger i provinsen Henan, i den centrala delen av landet, omkring 69 kilometer öster om provinshuvudstaden Zhengzhou. Antalet invånare är 37 804. Befolkningen består av 17 989 kvinnor och 19 815 män. Barn under 15 år utgör 23,0 %, vuxna 15-64 år 69 %, och äldre över 65 år 6,0 %.
Genomsnittlig årsnederbörd är 681 millimeter. Den regnigaste månaden är juli, med i genomsnitt 182 mm nederbörd, och den torraste är januari, med 4 mm nederbörd.